# Mihail Mămăligă
Mihail Mămăligă (n. 20 februarie 1945, Chișinău; d. 10 ianuarie 2001) a fost un general din Republica Moldova, care a deținut funcția de viceministru al afacerilor interne și comandant al Departamentului Trupelor de Carabinieri (1992-1997).

## Biografie
Mihail Mămăligă s-a născut la data de 20 februarie 1945 în municipiul Chișinău. A absolvit Școala militară de comandă de tancuri din orașul Kazan (1973) și apoi Academia Militară a trupelor blindate „Mareșalul URSS Malinovski” (1984).
După absolvirea școlii militare, a activat în diferite funcții ale corpului de comandă în cadrul Forțelor Armate ale fostei URSS, apoi în Statul-Major al Apărării Civile a Republicii Moldova.
La data de 20 mai 1992, a fost numit în funcția de prim-viceministru al afacerilor interne, șef al departamentului securitate publică al Ministerului Afacerilor Interne (comandant al trupelor de carabinieri), deținând această funcție până la 11 februarie 1997. Președintele Mircea Snegur i-a acordat gradul militar de general de brigadă. 
Generalul Mihail Mămăligă a decedat la data de 10 ianuarie 2001.